# Ex villa Tasso di Comonte
Villa Tasso si trova a Comonte località di Seriate. Fu abitata dalla famiglia Tasso originaria dalla località Bretto di Camerata Cornello, e dal 1858 è sede dell'Istituto delle Suore della Sacra Famiglia fondato dalla santa Paola Elisabetta Cerioli.

## Storia
Non vi è la datazione che identifichi l'acquisto della famiglia Tasso del ramo di Bretto di Camerata Cornello, del fabbricato ma sicuramente è riconducibile al Cinquecento. La data indicata nel 1582 non è riferibile a questo immobile ma al palazzo di Brusaporto di proprietà del ramo di David Tasso di Camerata Cornello. I Tasso di Bretto, acquistarono la villa probabilmente nella seconda metà del XVI secolo, quale forma di investimento immobiliare conseguente alla ricchezza che avevano raggiunto grazie all'intensa attività postale sui territori di terra della Serenissima. 

La famiglia abitò la villa come residenza estiva.

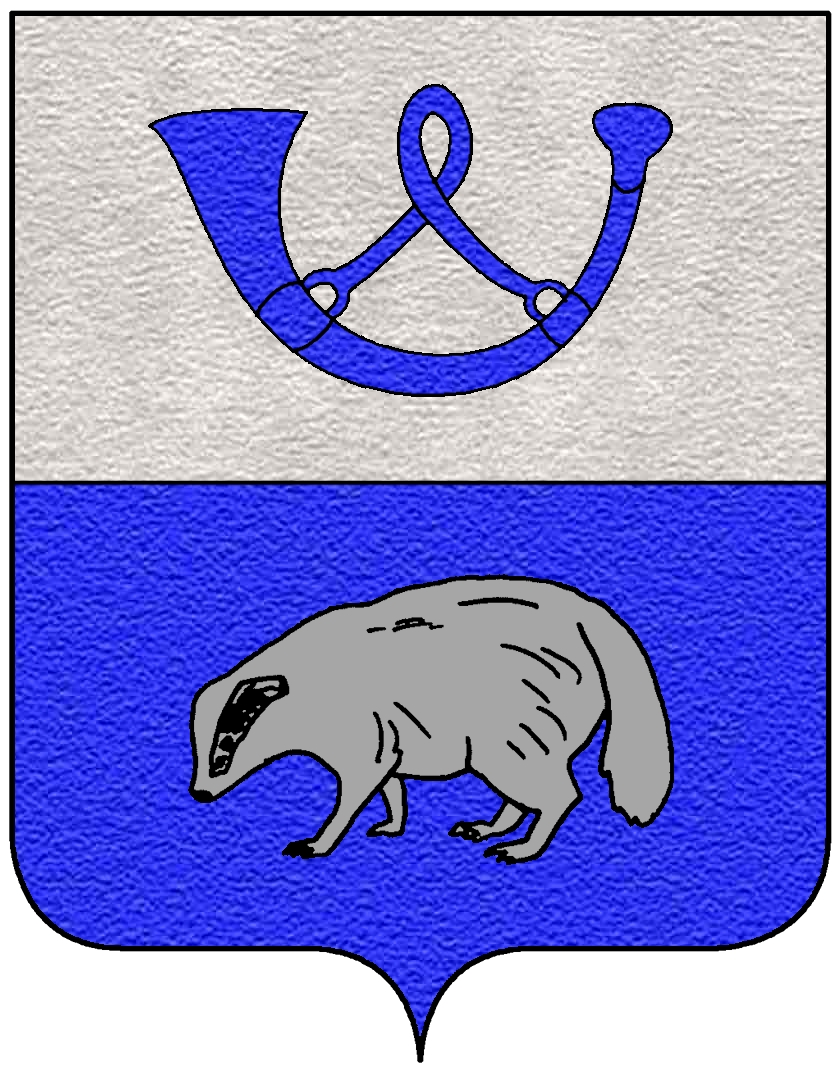
Blasone della famiglia Tasso

Nel Settecento l'immobile fu oggetto di una radicale ristrutturazione con le nuove decorazioni neoclassiche. Alcuni degli affreschi furono realizzati da Paolo Vincenzo Bonomini e da Luca Deleidi detto Nebbia.
Ultima Tassi fu Maria Teresa Tassis sposata Gaetano Busecchi che volle acquisire il cognome della moglie come suo secondo. Rimasto vedovo sposò Paola Elisabetta Cerioli, la quale ereditò l'immobile alla sua morte, facendone la sede dell'istituto da lei fondato.
Con l'istituzione l'8 dicembre 1957 dell'istituto religioso che aveva lo scopo sia assistenziale che educativo della gioventù, i locali furono modificati e adeguati alle esigenze scolastiche, il palazzo infatti è sede di un percorso scolastico formativo che accompagna gli studenti dalla scuola materna fino alla preparazione professionale.

## Descrizione

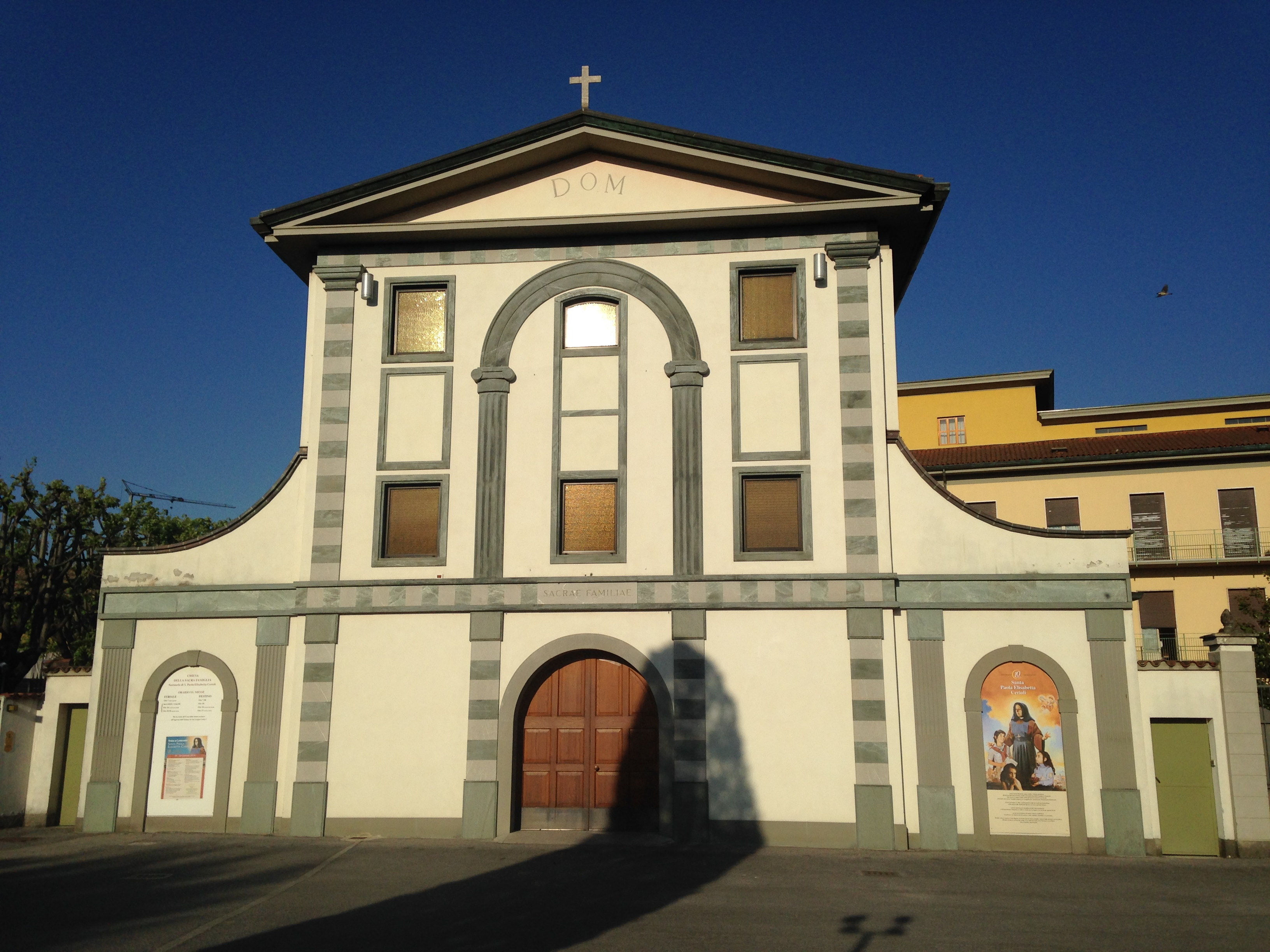
Chiesa della Sacra Famiglia di Seriate (BG)

Il complesso è composto da più strutture che per adempiere alle necessità dell'istituto scolastico hanno subito molte modifiche.
L'ingresso del complesso immobiliare riporta sopra il portale a tutto sesto in pietra sagomata, lo stemma della famiglia Tasso raffigurante il tasso e il corno postale a ricordo dell'antica attività di servizio postale. Vi è inoltre l'aquila araldica sede nobiliare, e centrale il simbolo del giglio. La necessità dell'istituto poi sede scolastica hanno modificato quasi completamente la struttura.
Rimangono dell'antica dimora la sala con gli affreschi di Paolo Vincenzo Bonomini e la stanza abitata dalla santa della santa Elisabetta Cerioli. Ricco è il dossier raccolto dai fratelli Gio Giacomo, Luigi Ferdinando e Alessandro Tasso nel 1717 che conserva e documenta la causa della famiglia con la città di Bergamo per l'investitura a Conti che era stata concessa alla famiglia dalla Serenissima. Il fondo consente di ricostruire il casato della ricca famiglia Tasso di Camerata Cornello.